# Гарин, Вадим Сергеевич
Вадим Сергеевич Гарин (14 декабря 1979, Саратов, СССР) — российский футболист, защитник.

## Карьера
Воспитанник СДЮШОР «Сокол», первый тренер В. Н. Слепнёв. В команде «Сокол-ПЖД» дебютировал 15 мая 1997: в матче 1/128 финала Кубка России вышел на замену на 78 минуте. В 1999 году играл на правах аренды в клубах второго дивизиона «Искра» Энгельс и «Балаково». Вернувшись в «Сокол», Гарин в 2000—2003 годах провёл 62 матча (в том числе 34 — в высшем дивизионе), забил один мяч. Вторую половину сезона-2003 отыграл в «Искре» Энгельс, 2004 год — в «Ладе» Тольятти. В 2005 году вновь вернулся в «Сокол». 9 сентября 2008 встал в ворота в матче с оренбургским «Газовиком»: основной вратарь «Сокола-Саратов» Артём Федоров на 7 минуте из-за травмы был заменен на Дмитрия Рыськова, который на 47 минуте был удалён за «фол последней надежды». Пропустивший за 15 минут три гола Гарин был заменён на другого защитника Ивана Корчагина.
3 августа 2009 Гарин был освобождён из команды. сезон доигрывал в клубе ЛФЛ «Мостовик-Приморье» Уссурийск, в котором провёл и следующий год во втором дивизионе. В сезоне 2011/12 играл за любительский ФК «Смоленск».
В 2014 году играл за команду первой Саратовской футбольной лиги 8x8 «ДОСТАР», в 2015 — за команду высшей лиги СОФЛ «Газпромгрансгаз».